# Ópera Estatal de Viena
La Ópera Estatal de Viena (en alemán: Wiener Staatsoper), ubicada en la ciudad austriaca de Viena, es una de las más importantes compañías de ópera mundiales. Hasta 1920 se llamó «Teatro de la Ópera de la Corte Imperial y Real de Viena» (K. K. (Kaiserlich und Königlich) Hof-Operntheater). Es el centro neurálgico de la vida musical vienesa y uno de los polos de atracción del mundo musical.

## El teatro

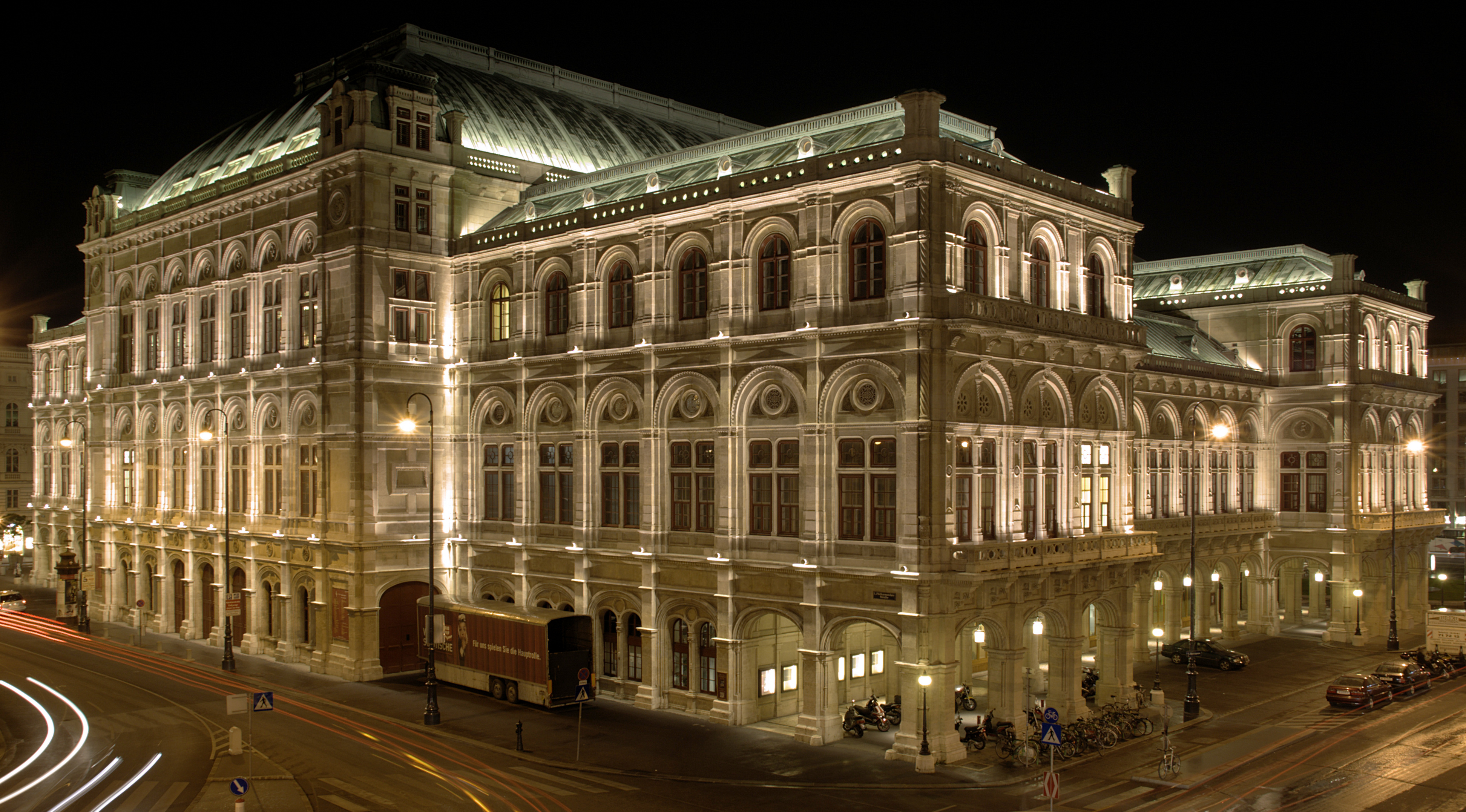
Vista de la parte posterior de la
pera estatal (Philharmoniker straße y Operngaße) de noche.

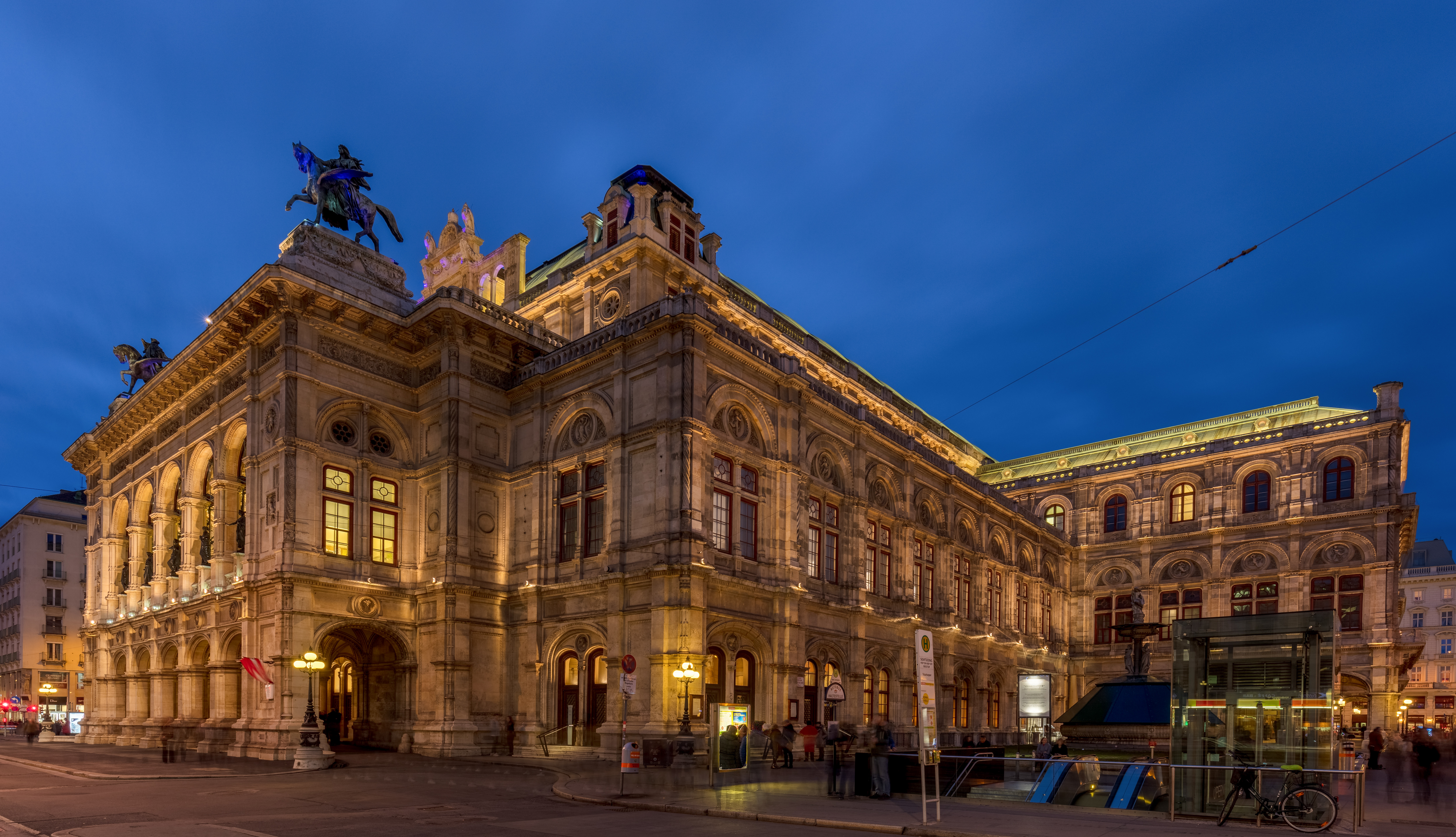
La fachada principal, en el Opernring

El teatro original de la Ópera Estatal (conocido entonces como K. (Kaiserliches) k. (königliches) Hof-Operntheater, Teatro de la Ópera de la Corte Imperial y Real), un edificio neorrenacentista muy criticado por los vieneses cuando se construyó entre 1861 y 1869, según un proyecto de los arquitectos vieneses Eduard van der Nüll y August Sicard von Sicardsburg. Ambos arquitectos fallecieron antes de ver terminado el edificio (van der Nüll se suicidó y su compañero Sicardsburg murió poco después de un ataque al corazón). En la decoración interior participaron otros renombrados artistas, particularmente el pintor Moritz von Schwind, que pintó los famosos frescos del foyer y la terraza. El teatro fue inaugurado el 25 de mayo de 1869 con la ópera de Mozart Don Giovanni. 
Durante la Segunda Guerra Mundial, el edificio fue bombardeado por la aviación el 12 de marzo de 1945 y posteriormente un incendio destruyó totalmente el escenario y la sala de espectadores. Casi todo el decorado para más de 120 óperas con cerca de 150 000 trajes resultaron destruidos. Sólo se salvaron la fachada principal, la gran escalinata y el vestíbulo con los frescos de Schwind. La Ópera Estatal se albergó temporalmente en el Theater an der Wien y en la Volksoper. 
Justo después del final de la guerra, en mayo de 1945, se anunció que los trabajos de reconstrucción se iniciarían inmediatamente. El proyecto contemplaba la reconstrucción de la sala con un diseño similar al original, pero con decoración más acorde con las tendencias de diseño de la época, si bien se mantuvieron los colores tradicionales, rojo, oro y marfil. Toda la sala se recubrió en madera, con el fin de recuperar la brillante acústica original. Se redujo el número de asientos del patio de butacas y se reestructuró el cuarto piso para eliminar las columnas, que reducían la visibilidad. La fachada, el vestíbulo y el foyer de Schwind se restauraron en su estilo original.
El teatro reconstruido, con 2284 plazas (en lugar de las 2881 originales), se reabrió el 5 de noviembre de 1955, poco después de la firma del tratado que restableció a Austria como Estado independiente, con la representación de la ópera de Beethoven Fidelio dirigida por Karl Böhm. 
Entre 1991 y 1993 se renovó completamente toda la zona escénica, montándose plataformas hidráulicas de la última tecnología, nuevas instalaciones de suministro eléctrico, calefacción, ventilación y protección contra incendios en todo el edificio. Asimismo, se construyó una nueva sala de ensayos de escena, denominada "Sala Carlos Kleiber". Entre las particularidades del edificio, se puede citar la Orgelsaal (sala del órgano), en la sexta planta, que contiene un gran órgano de 2500 tubos (el mayor del mundo entre los alojados en teatros de ópera), cuyo sonido se transmite directamente a la sala de espectadores. La misma sala se utiliza en ocasiones para otros efectos acústicos, como el sonido de los yunques en El oro del Rin, de Richard Wagner.
Desde 1877, el Teatro de la ópera ha sido durante décadas el lugar de celebración del Baile de la Ópera.

## La compañía

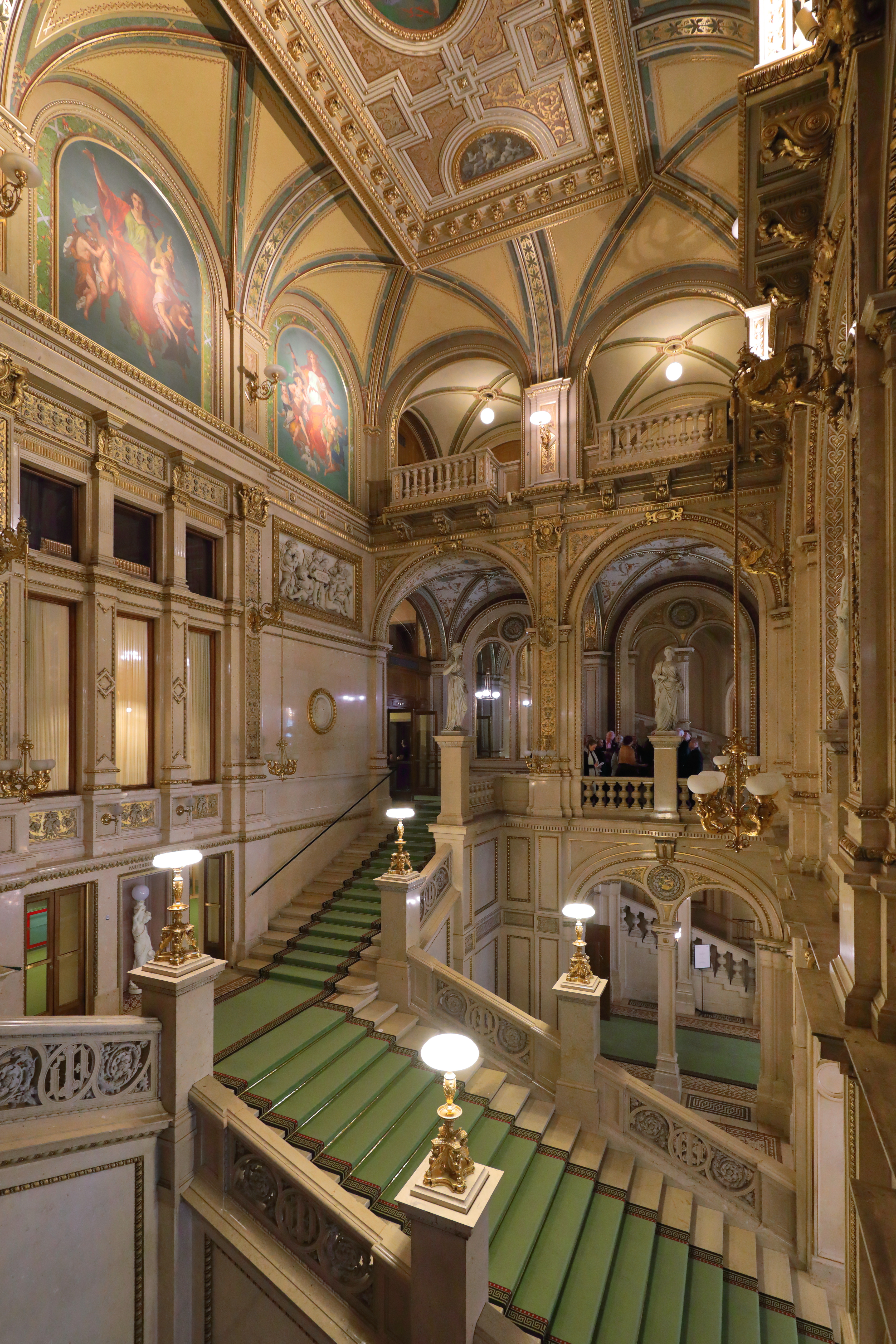
La escalinata central

A partir de mediados del siglo XVII, durante el reinado de Leopoldo I, empieza a ser habitual que se representen óperas italianas en la corte de Viena, con la ayuda de diferentes compositores y libretistas traídos de Italia para tal fin. Las óperas eran interpretadas por los miembros de la Hofkapelle (Capilla de la Corte), que también se ocupaba de la música litúrgica y de amenizar los banquetes de la corte. Las representaciones se daban en diferentes lugares de Viena, adaptados para tal fin. Desde 1741 las representaciones comenzaron a darse en el nuevo Burgtheater de la Michaelerplatz, una antigua pista de juego de pelota reconvertida. Paralelamente, se utilizó el Schlosstheater, acondicionado en el palacio de Schönbrunn. El público de la ópera real estaba restringido a miembros de la corte, embajadores extranjeros y visitantes de alto rango, si bien, desde 1728, los ciudadanos comenzaron a poder asistir a representaciones de adaptaciones operísticas de las obras que se componían para la corte en un teatro de gestión privada, el Kärntnertortheater, situado cerca del actual emplazamiento de la Ópera Estatal.
Alrededor de 1776, el emperador José II decreta la "libertad teatral" (Schauspielfreiheit) en Viena, que supone el final del monopolio de la corte sobre los espectáculos teatrales. A partir de ese momento permite que otras compañías utilicen el Burgtheater o el Kärntnertortheater para montar sus propios espectáculos. El propio José II asume la gestión de los teatros. Al mismo tiempo, comienza a favorecer la representación de obras en idioma alemán, frente al monopolio italiano. Esta fue la situación que favoreció la composición y el estreno de diversos Singspiele, como El rapto en el Serrallo de Mozart. Sin embargo, Mozart sufrió mucho más para poder ver representadas sus comedias italianas en los teatros de la Corte.
Al principio del siglo XIX los teatros de la corte siguieron manteniendo su posición predominante en la escena musical vienesa, porque eran los únicos que podían asumir el montaje de las nuevas óperas románticas, que comenzaban a llegar desde Italia y Francia. En esa época la mayoría de las representaciones se daban en el Kärntnertortheater, cuya gestión se cedía a sucesivos empresarios, por lo general italianos. En 1854 Carl Eckert se convirtió en el primer director de la Ópera Imperial que también ostentaba el cargo de director musical. Esta situación se repitió a menudo desde ese momento, culminando con el nombramiento de Gustav Mahler en 1897. Durante el mandato de Eckert llegaron por primera vez a la Hofoper las óperas de Wagner (Lohengrin en 1858 y Tannhäuser en 1859). 
Al decretarse la demolición de la vieja muralla de Viena y aprobarse el trazado de la moderna Ringstraße, se decidió construir el nuevo teatro. La nueva casa de la ópera permitió el rápido desarrollo de la compañía, que alcanzó una primera edad de oro durante el mandato de Wilhelm Jahn (de 1881 a 1897) quien compartió la dirección musical con Hans Richter.

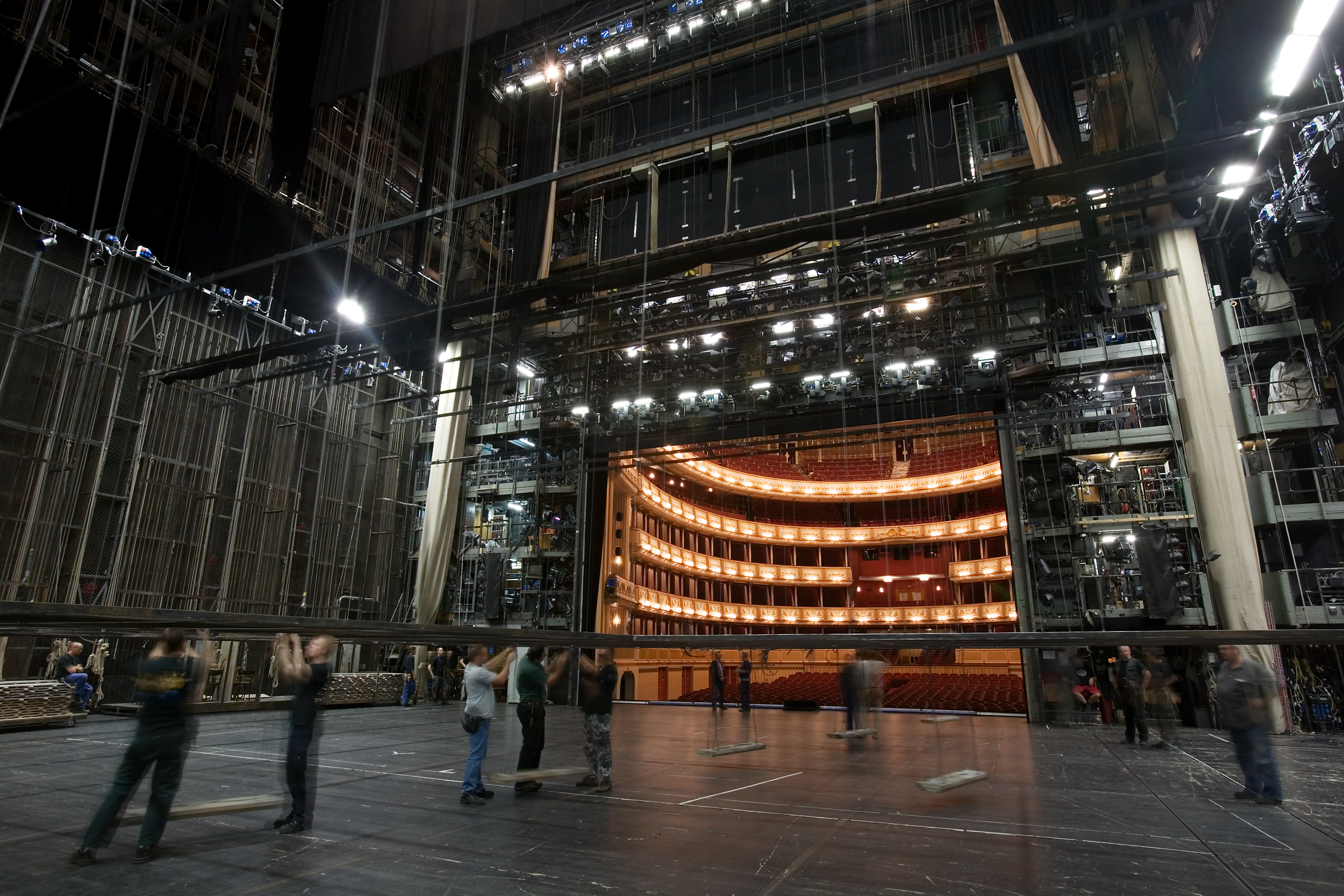
Vista del auditorio desde la caja escénica

Gustav Mahler es otro de los muchos ilustres directores que trabajaron en Viena. Durante el desempeño de su cargo (de 1897 a 1907)  Mahler cultivó una nueva generación de cantantes, tales como Anna Bahr-Mildenburg, Selma Kurz y Leo Slezak, y reclutó un escenógrafo (Alfred Roller) que reemplazara los decorados históricos por otros más concordes con los modernistas gustos del Jugendstil. Mahler introdujo igualmente la práctica de atenuar la luz en el teatro durante las representaciones, lo que inicialmente no fue apreciado por el público. Sin embargo, las reformas de Mahler fueron mantenidas por sus sucesores.
Durante los años del nazismo en Austria, entre 1938 y 1945, muchos miembros de la compañía fueron perseguidos por motivos políticos o raciales, mientras que muchas óperas del repertorio fueron prohibidas. Tras la destrucción del teatro en marzo de 1945, la compañía se instaló en el teatro de la Volksoper, donde dio una representación de Las bodas de Fígaro el 1 de mayo siguiente, y otra de Fidelio el 6 de octubre en el Theater an der Wien, una vez que se concluyó la rápida restauración de ese teatro. Durante los diez años siguientes, la compañía se alojó en estas dos sedes.
La reapertura del Teatro en 1955 constituyó un histórico festival operístico, en el que se representaron sucesivamente siete títulos significativos del repertorio de la compañía, comenzando el 5 de noviembre con Fidelio dirigido por Karl Böhm, al que siguieron Don Giovanni (dirigido también por Böhm), Aida (Rafael Kubelík), Los maestros cantores de Núremberg (Fritz Reiner), Wozzeck (Böhm), Der Rosenkavalier (Hans Knappertsbusch) y La mujer sin sombra (Böhm). Además, Bruno Walter (que rechazó la invitación para dirigir Don Giovanni, por haberse ya retirado de la dirección de ópera) dirigió un concierto con el Te Deum de Bruckner y la novena de Beethoven. Hasta que Herbert von Karajan asumió la dirección, Viena mantuvo un conjunto permanente. Von Karajan introdujo la política de contratar cantantes invitados. El excepcional grupo de cantantes de esa era formó un celebrado elenco con intérpretes como Lotte Lehmann, Maria Jeritza, Sena Jurinac, Irmgard Seefried, Elisabeth Schwarzkopf, Christa Ludwig, Maria Cebotari, Elisabeth Grümmer, Elisabeth Hoengen, Anton Dermota, Eberhard Wächter, Walter Berry, etc.
Tras la renuncia de Franz Welser-Möst, en 2014, la compañía funciona actualmente sin un director musical fijo, situación que se ha repetido frecuentemente en la historia del Teatro. Otros directores en Viena han sido Hans Richter, Felix von Weingartner, Richard Strauss, Clemens Krauss, Wilhelm Furtwängler, Bruno Walter, Karl Böhm, Herbert von Karajan, Lorin Maazel, Claudio Abbado, Riccardo Muti y Seiji Ozawa. En la actualidad, algunos de los directores más importantes dirigen regularmente en la Staatsoper, entre ellos Philippe Auguin, Adam Fischer, Daniele Gatti, Jesús López Cobos, Ingo Metzmacher, Marc Minkowski, Peter Schneider, Jeffrey Tate o Christian Thielemann.
La Ópera Estatal de Viena está muy unida a la Orquesta Filarmónica de Viena, que es una sociedad independiente, pero cuyos miembros se reclutan entre los de la orquesta de la Ópera Estatal de Viena, tras un periodo de prueba y varias audiciones.

## La Ópera de Viena en la actualidad

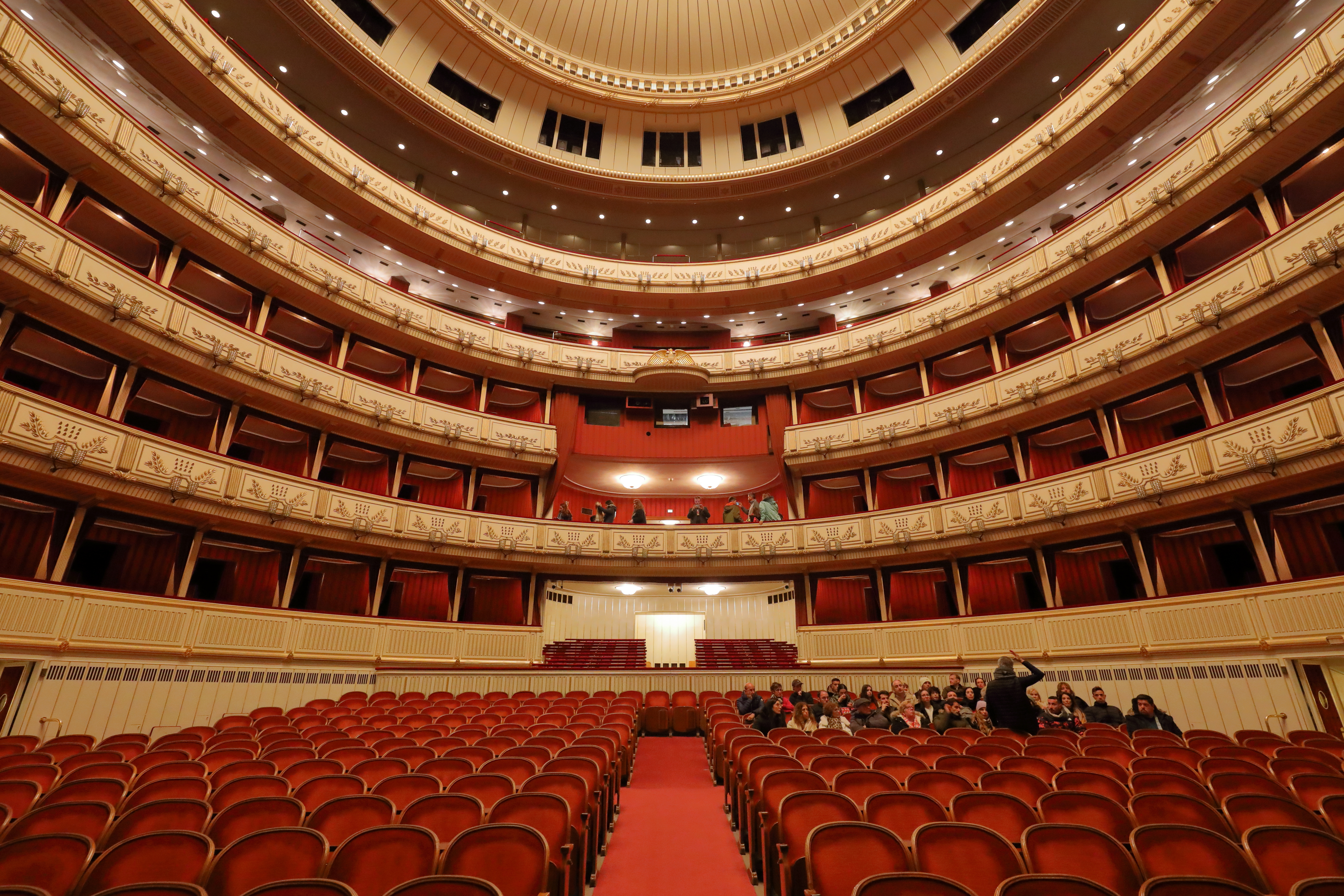
Vista del auditorio, con las plazas de pie (stehplätze) bajo el palco imperial.

Actualmente, la Staatsoper de Viena es uno de los teatros de ópera más importantes y de mayor prestigio y tradición del mundo. La programación sigue el sistema de "repertorio", en el que la compañía residente, apoyada por los más importantes cantantes de ópera del mundo, representa un cierto número de obras del repertorio de la compañía, que se van rotando o alternando durante toda una temporada, en la que se pueden alcanzar las 300 representaciones, entre ópera, ballet y ópera infantil, desde principios de septiembre hasta finales de junio. En una misma temporada se pueden alternar alrededor de 53 títulos de ópera y 9 de ballet, de los cuales alrededor de ocho serán estrenos de nuevas producciones.
La compañía cuenta con un amplísimo elenco de cantantes de ópera, alrededor de 200, de los cuales la mayoría emplean la mayor parte de la temporada cantando en las producciones del teatro, mientras que el resto son las más grandes figuras internacionales del canto que regularmente visitan Viena para participar en alguna producción. De estos, los más importantes y más apreciados por el público y por el teatro reciben el título honorífico de "Österreichischer Kammersänger" (Cantante de cámara de Austria) o "Ehrenmitglied" (miembro de honor) de la Ópera Estatal de Viena.
Desde septiembre de 2010, la compañía de ballet de la ópera de Viena recibe el nombre de Wiener Staatsballet, tras su fusión con el ballet de la Volksoper. Esta compañía arrastra también una sólida tradición, y en su historia aparecen los nombres de los bailarines y coreógrafos más prestigiosos. En la actualidad, la compañía está dirigida por el bailarín francés Manuel Legris.
Una parte importante de la temporada de cada año en la Ópera Estatal la constituye la representación de óperas infantiles, para la que durante algunos años se instaló una carpa estable sobre la terraza superior del edificio. Desde el otoño de 2015, la Staatsoper ha habilitado el escenario del Stadttheater Walfischgasse, situado a pocos metros del Ringtheater, para realizar allí los espectáculos pedagógicos, así como conferencias, coloquios y otras actividades paralelas. En este escenario se hacen representaciones de ópera especialmente preparadas para los niños a lo largo de toda la temporada. A estas representaciones se añaden un proyecto pedagógico con escuelas infantiles, una escuela de ópera para niños y una escuela de ballet.
Una característica distintiva de las representaciones de la Ópera Estatal es la de las localidades de pie (Stehplätze), que en cada función pueden ser más de 500, y que se venden a precios muy reducidos en una taquilla especial, sólo 90 minutos antes del inicio de la representación. Algunas de estas localidades están situadas en lugares priviliegiados de la sala, concretamente al fondo del patio de butacas, justo debajo del antiguo palco imperial.

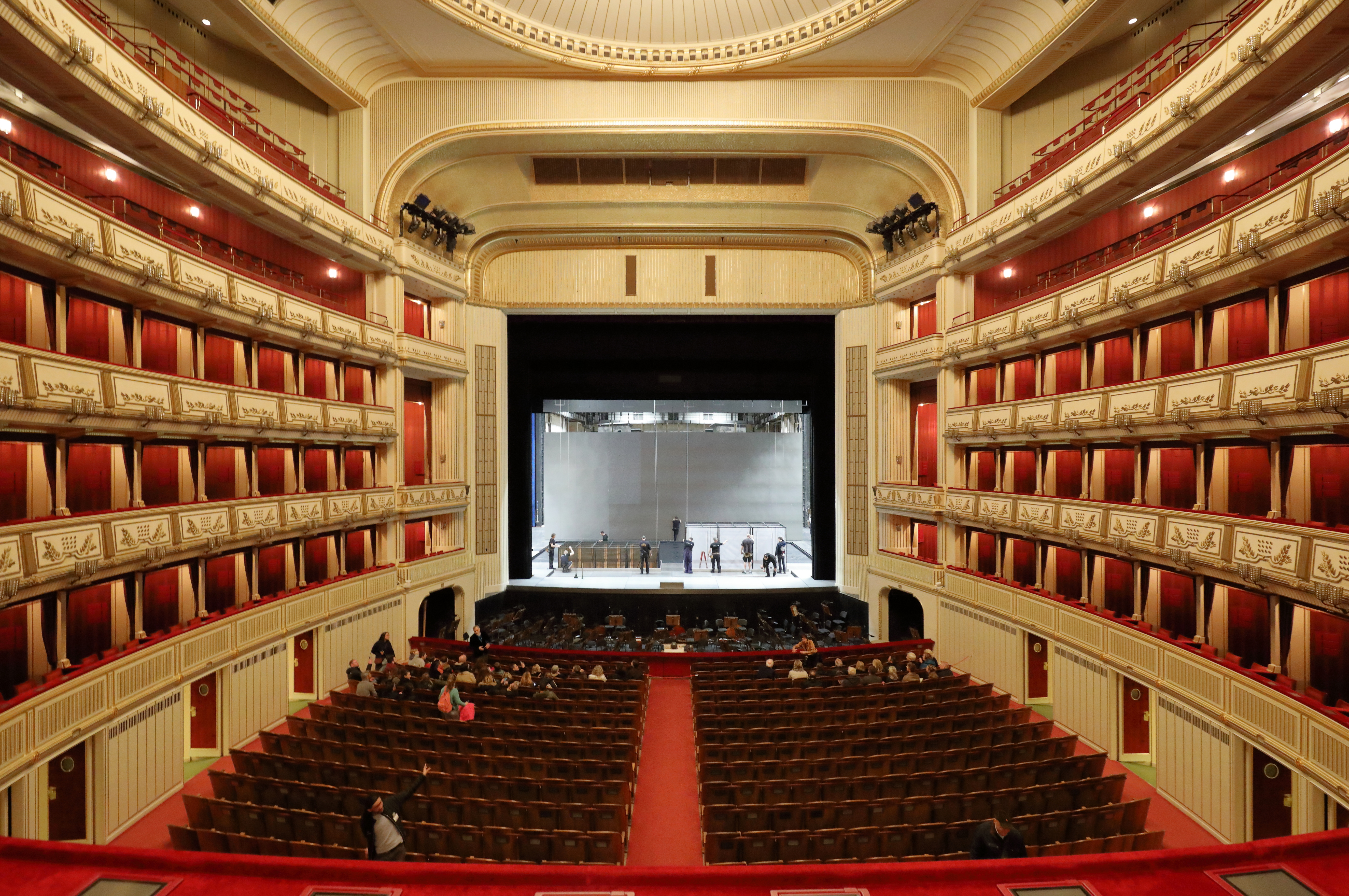
Vista del auditorio desde el palco imperial

Desde 1998, la Ópera Estatal de Viena, en colaboración con la iniciativa Museum in progress, decora el telón cortafuegos de la boca del escenario con obras de artistas contemporáneos que cambian cada temporada. El telón cortafuegos tiene una superficie de 176 metros cuadrados y se convierte así en un espacio expositivo dinámico y un escaparate internacional para jóvenes artistas, que son elegidos cada año por un jurado internacional. Paralelamente a la presencia de la obra en el telón, se realiza una edición especial de reproducciones de la obra durante la temporada en la que está expuesta. Cada año, la iniciativa es patrocinada por una empresa o institución. La decoración del telón de la temporada 2015/2016 correspondió a la artista francesa Dominique Gonzalez-Foerster, y la del 2016/17 a la norteamericana Tauba Auerbach.
Desde 2010, la Ópera Estatal de Viena ha sido pionera en la transmisión en directo de sus espectáculos a través de internet. Mediante un sistema de vídeo bajo demanda y por subscripción, el teatro ofrece hasta 45 espectáculos (ópera y ballet) por temporada, a través de navegadores de internet, o diferentes aplicaciones para dispositivos de reproducción.
En mayo de 2019, la Staatsoper celebró el 150 aniversario del edificio de la Ringstrasse, con una serie de actos y exposiciones conmemorativas en el edificio, que culminaron con el estreno de una nueva producción de Die Frau ohne Schatten el 25 de mayo, y con un gran concierto al aire libre, en el exterior del teatro, el día 26.

## Directores de la Ópera Estatal de Viena
- Carl Eckert (1854-1860)
- Heinrich Esser (1860-1861)
- Matteo Salvi (1861-1867)
- Franz von Dingelstedt (1867-1870)
- Johann von Herbeck (1870-1875)
- Franz von Jauner (1875-1880)
- Wilhelm Jahn (1881-1897)
- Gustav Mahler (1897-1907)
- Felix von Weingartner (1908-1911)
- Hans Gregor (1911-1918)

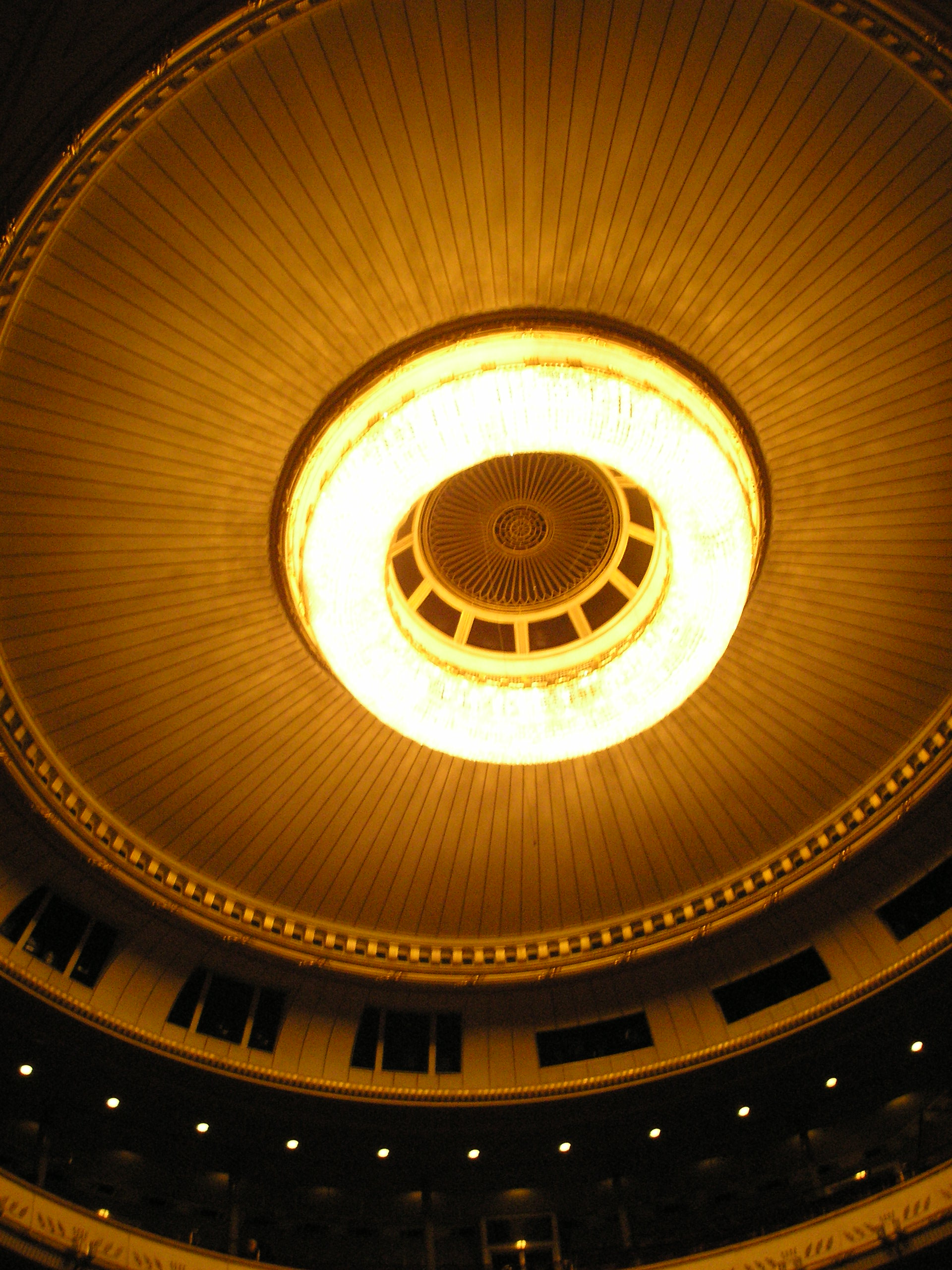
La lámpara de la sala

- Richard Strauss/Franz Schalk (1919-1924)
- Franz Schalk (1924-1929)
- Clemens Krauss (1929-1934)
- Felix von Weingartner (1935-1936)
- Erwin Kerber (1936-1940)
- Heinrich Karl Strohm (1940-1941)
- Ernst August Schneider (1941-1943)
- Karl Böhm (1943-1945)
- Franz Salmhofer (la compañía se trasladó al Theater an der Wien) (1945-1954)
- Karl Böhm (1954-1956)
- Herbert von Karajan (1956-1964)
- Egon Hilbert (1964-1968)
- Heinrich Reif-Gintl (1968-1972)
- Rudolf Gamsjäger (1972-1976)
- Egon Seefehlner (1976-1982)
- Lorin Maazel (1982-1984)
- Egon Seefehlner (1984-1986)
- Claus Helmut Drese (1986-1991); director musical: Claudio Abbado
- Eberhard Wächter (1991-1992)
- Ioan Holender (1992-2010); director musical: Seiji Ozawa (2002-2010)
- Dominique Meyer (2010-2020); director musical: Franz Welser-Möst (2010-2014)
- Bogdan Roščić (2020- ); director musical:  Philippe Jordan (sept. 2020- )

## Véase también

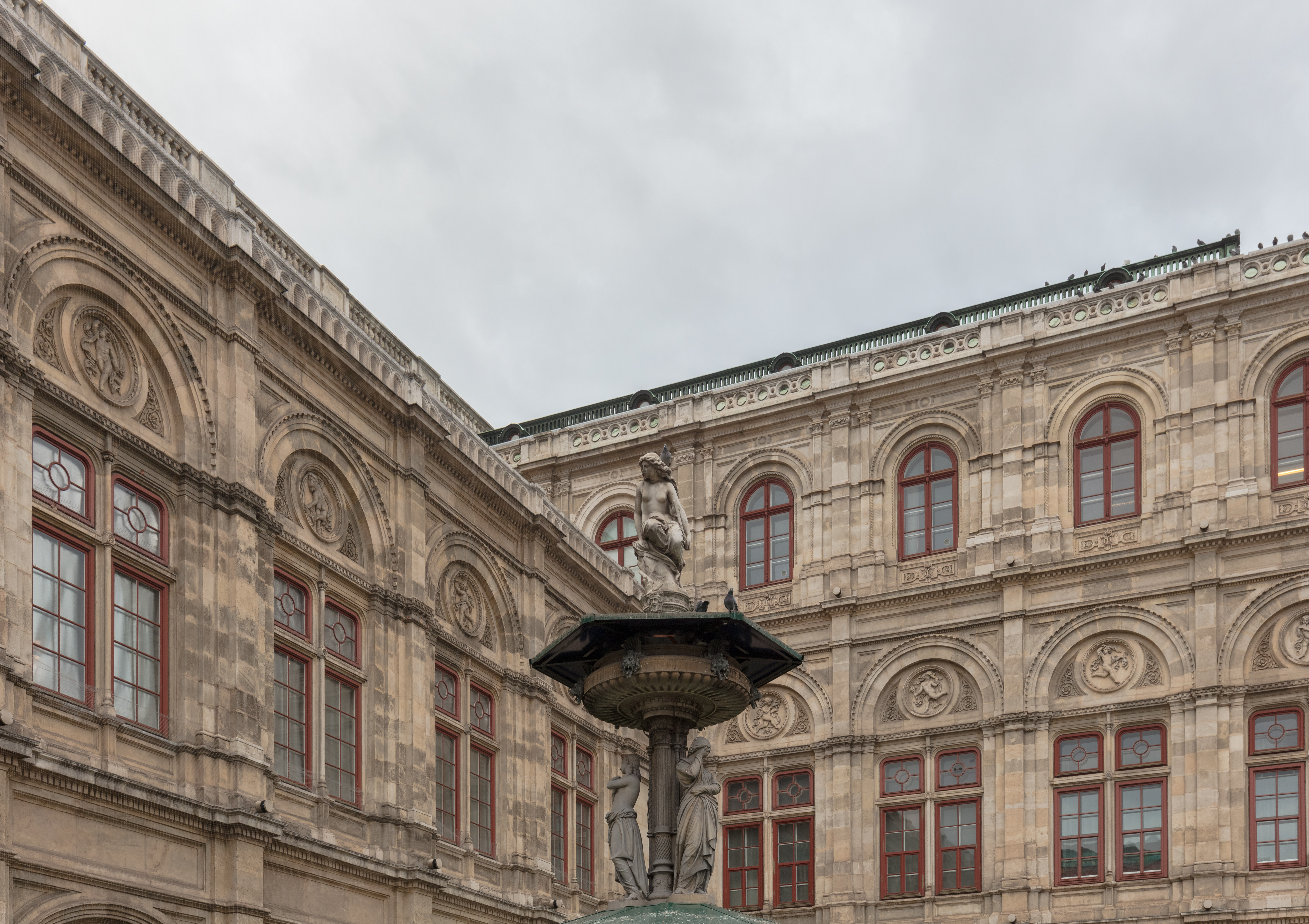
Vista exterior.